# Liste der Museen im Kreis Kleve
Die Liste der Museen im Kreis Kleve enthält Museen im Kreis Kleve, die unter anderem Kunst, Kultur und Naturgeschichte vorstellen.

## Liste der Museen
| Bezeichnung                                                                                               | Ort                      | Bemerkungen | Bild |
| --- | ------------------------ | --- | ---- |
| Schloss Moyland                                                                                           | Bedburg-Hau              | Sammlung van der Grinten, Joseph Beuys Archiv des Landes NRW                                                               |      |
| Museum der LVR-Klinik Bedburg-Hau                                                                         | Bedburg-Hau              | Geschichte der LVR-Klinik, viele Denkmalgeschützte Gebäude im Umfeld                                                       |      |
| Museum für Kaffeetechnik                                                                                  | Emmerich am Rhein        | Firmenmuseum Probatwerke                                                                                                   |      |
| Plakatmuseum PAN-Kunstforum Niederrhein                                                                   | Emmerich am Rhein        | Plakatmuseum – Sammlung Ernst Müller, mit Ausstellungshalle, ehemalige Schokoladenfabrik Lohmann                           |      |
| Rheinmuseum                                                                                               | Emmerich am Rhein        | Stadtgeschichte, Leben und Arbeiten auf und am Rhein, Schiffsmodelle                                                       |      |
| Schatzkammer St. Martini-Kirche                                                                           | Emmerich am Rhein        | St. Martini-Kirche |      |
| Schlößchen Borghees                                                                                       | Emmerich am Rhein        | Kunstausstellungen |      |
| Museum für Kunst und Kulturgeschichte der Stadt Goch                                                      | Goch                     | Kunstausstellungen |      |
| Viller Mühle                                                                                              | Goch                     | ehemalige Öl- und Getreidemühle                                                                                            |      |
| Herrlichkeitsmühle                                                                                        | Issum                    | Durchfahrholländermühle, erbaut 1768                                                                                       |      |
| His-Törchen                                                                                               | Issum                    | Heimatmuseum. Kunstwerke heimischer Künstler (u. a. Agnes Wetzling-Lenders, Clemens Pasch).                                |      |
| Synagoge (Issum)                                                                                          | Issum                    | Ehemaligen Synagoge mit Mikwe und jüdischer Schule. Heute: Dokumentation und Ausstellung „Jüdisches Leben am Niederrhein“. |      |
| Städtisches Museum Kalkar                                                                                 | Kalkar                   | Stadtgeschichte, Kunst |      |
| Kunstsammlung der Nikolaikirche                                                                           | Kalkar                   | Schnitzaltäre und Gemälde                                                                                                  |      |
| Heimatmuseum Grieth                                                                                       | Kalkar                   | Ortsgeschichte |      |
| Stiftsmuseum Wissel                                                                                       | Kalkar                   | Ortsgeschichte und Kunstausstellungen                                                                                      |      |
| Brüter-Museum Kalkar                                                                                      | Kalkar                   | Am Familienpark Wunderland Kalkar                                                                                          |      |
| Kalkarer Mühle                                                                                            | Kalkar                   | erbaut 1770 am abgerissener Hanselaerer Tor                                                                                |      |
| Haus Lawaczeck                                                                                            | Kerken                   | Ehemaliges spätklassizistisches Bürgerhaus in Nieukerk. Heimatmuseum und Begegnungsstätte.                                 |      |
| Niederrheinisches Museum Kevelaer, vormals „Niederrheinisches Museum für Volkskunde und Kulturgeschichte“ | Kevelaer                 | Volkskunde und Kulturgeschichte                                                                                            |      |
| Bauernmuseum Langeshof                                                                                    | Kleve                    | Bauerngeschichte |      |
| Haus Koekkoek                                                                                             | Kleve                    | Niederländische romantische Malerei rund um B.C. Koekkoek und seinen Kreis                                                 |      |
| Klever Schuh Museum                                                                                       | Kleve                    | ehemalige Gustav-Hoffmann-Schuhfabrik                                                                                      |      |
| Geologisches Museum im Schwanenturm                                                                       | Kleve                    | mineralogische und paläontologische Funde vom Niederrhein, in der unteren Etage befindet sich eine Fotogalerie             |      |
| Museum Forum Arenacum (Rindern)                                                                           | Kleve                    | Keltische, römische und fränkische Funde aus Rindern und Umgebung                                                          |      |
| Museum Kurhaus Kleve                                                                                      | Kleve                    | Ewald-Mataré-Sammlung, Ausstellungen zeitgenössischer Kunst                                                                |      |
| Katharinenhof Kranenburg                                                                                  | Kranenburg (Niederrhein) | 1395 Stadtbefestigung, später Stadtwindmühle                                                                               |      |
| Mühlenturm                                                                                                | Kranenburg (Niederrhein) | Stadtwindmühle |      |
| Battenbergturm                                                                                            | Rees-Haldern             | Spätmittelalterlicher Wohnturm in Haldern                                                                                  |      |
| Koenraad-Bosman-Museum                                                                                    | Rees                     | Wechselnde Ausstellungen zur Stadtgeschichte und Kunst                                                                     |      |
| Dorfstube Wankum                                                                                          | Wankum                   | Geschichtskreis-Wankum |      |
| Royal Air Force Museum Laarbruch-Weeze e. V.                                                              | Weeze                    | Museum für Frieden und Freundschaft – 45 Jahre Royal Air Force in Weeze-Laarbruch                                          |      |